# Adolf Gustaf Tamm
Adolf Gustaf Tamm, född den 14 april 1805 på Österby, död den 7 januari 1851 i Uppsala, var en svensk metallurg.

## Biografi
Adolf Gustaf Tamm var son till Pehr Adolf Tamm. Tamm blev 1817 student vid Uppsala universitet, avlade hovrätts- och bergsexamen (1825), genomgick 1826—1827 Falu bergsskola och var 1827—1834 smidesdirektör (översmedsmästare) på Järnkontorets stat. Den korta tiden för Tamms verksamhet inträffade under en period, då på initiativ från föreståndaren för 
bergsskolan professor Nils Gabriel Sefström, och under ledning av överdirektören för Järnkontorets yttre stater, Carl David af Uhr, livlig verksamhet rådde för att teoretiskt utreda de metallurgiska processerna och på grund därav vidtaga praktiska anordningar för järnhanteringens höjande. I dessa arbeten deltog Tamm mycket verksamt. Här bör, utöver hans egentliga arbete med stångjärnssmidets förbättring, omnämnas hans utredningar om masugnsslaggernas och färskslaggernas lämpliga sammansättning, hans kolningsförsök och framför allt hans förändring av Uhrs rostugn, varigenom grundtypen skapades till den sedermera av direktör Ernst Westman konstruerade gasrostugnen.
Tamm var far till Claës Gustaf Adolf och August Tamm samt farfar till Elisabet Tamm.

## Utmärkelser
- Jernkontorets stora medalj i guld,  1832[1]

[Redigera Wikidata]